# Ванкамп, Йорн
Йорн Ванкамп (нидерл. Jorn Vancamp; родился 8 октября 1998 года в Антверпен, Бельгия) — бельгийский футболист, нападающий клуба «Ауд-Хеверле Лёвен».

## Клубная карьера
Ванкамп — воспитанник клуба «Андерлехт». 25 сентября 2016 года в матче против «Вестерло» он дебютировал в Жюпиле лиге, заменив во втором тайме Николаэ Станчу. Летом 2017 года Йорн на правах аренды перешёл в нидерландскую «Роду».

## Международная карьера
В 2015 году Ванкамп в составе юношеской сборной Бельгии вышел в полуфинал юношеского чемпионата Европы в Болгарии. На турнире он сыграл в матчах против команд Германии, Чехии и Словении.
В том же году Йорн помог юношеской сборной занять третье место на юношеском чемпионате мира в Чили. На турнире он сыграл в матчах против команд Гондураса, Эквадора, Мали, Южной Кореи, Коста-Рики и Мексики. В поединках против гондурасцев и корейцев Ванкамп забил по мячу.

## Достижения
Командные
 «Андерлехт»
- Чемпионат Бельгии по футболу — 2016/2017

Международные
 Бельгия (до 17)
- Юношеский чемпионат мира — 2015